# Tunu

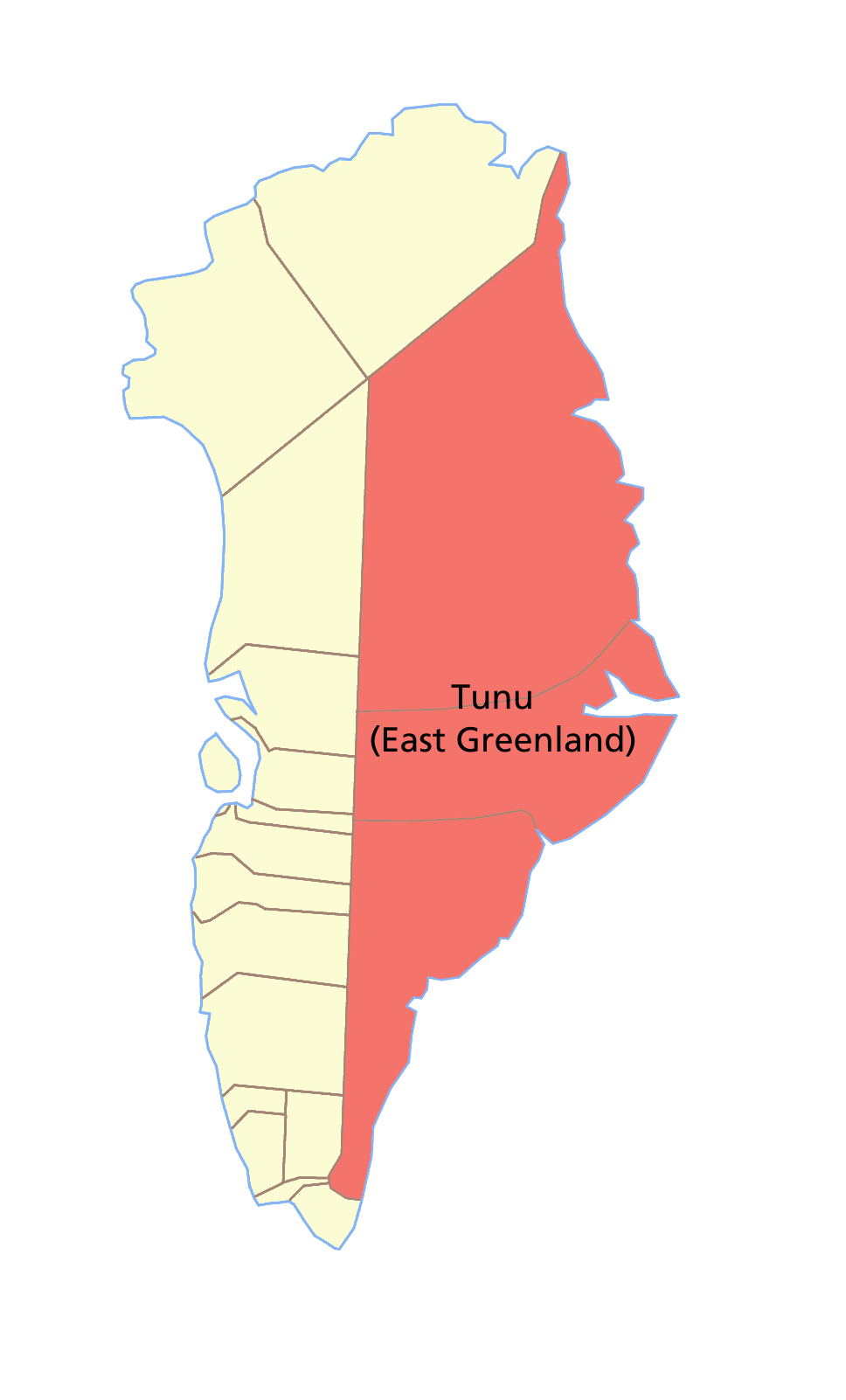
Mapa de Tunu

Tunu, antes chamada Groenlândia (português brasileiro) ou Gronelândia Oriental (português europeu) (em dinamarquês: Østgrønland), era um dos três distritos (amt) da Gronelândia. A sua capital era Tasiilaq.